# Ophiura rouchi
Ophiura rouchi is een slangster uit de familie Ophiuridae.
De wetenschappelijke naam van de soort werd in 1912 gepubliceerd door René Koehler.